# Harald Bing
Harald Jacob Bing (født 26. februar 1848 i København, død 3. juni 1924 sammesteds) var en dansk erhvervsmand. Han var søn af fabriksejer Jacob Herman Bing og hustru Henriette f. Simonsen.
Efter at have studeret kemi og fysik ved Den Polytekniske Læreanstalt 1863-65 og 1867 opholdt sig Bing i Frankrig (Limoges) for at se praktisk keramik overtog han 1868 den teknisk ledelse af Bing & Grøndahls porcelænsfabrik, i hvis firma han indtrådte 1880, og som han blev eneejer af 1885. Da han 1895 overdrog den til et aktieselskab, blev han administrerende direktør ved det, hvad han stadig er. Ved siden heraf har han virket i ikke få offentlige hverv. 1888 blev han en af de ledende i foreningen "Det nationale Arbejde", og året efter medlem af Industriforeningens repræsentantskab, hvad der førte til, at han 1890 blev foreningens næstformand og 1898-1905 dens formand. 1913 æresmedlem af Industriforeningen.
Ved dannelsen af Det danske Kunstindustrimuseum (1890) spillede han en væsentlig rolle, han blev også her både næstformand (1891) og formand (1898-1908). Han har medvirket ved Danmarks deltagelse i en række udstillinger i udlandet (Paris 1889, Chicago 1893, Malmö 1896 og 1914, Stockholm 1897, Paris 1900) og har haft sæde i både Næringslovskommissionen (1890-93) og i kommissionen ang. Loven om urigtige varebetegnelser. 1896-1908 har han som borgerrepræsentant (liberal) 1896-98 øvet ikke ringe indflydelse, og endelig har han sæde i en række bestyrelser, således for Arbejderbanken, Nordisk Livsforsikrings-Aktieselskab af 1897 (formand), A/S Københavns Telefon-Selskab, A/S Københavns Sommer-Tivoli (formand), A/S. A.M. Hirschsprung & Sønner (formand) m.fl.
Harald Bing var bror til Anton Bing og far til overretssagfører Ludvig Bing.
Han var Ridder af Dannebrog, Dannebrogsmand og ridder af Æreslegionen. Han var gift m. Harriet f. Levin. Bing er gengivet på maleriet Industriens Mænd. Han er begravet på Mosaisk Vestre Begravelsesplads.